# 兼岩正夫
兼岩 正夫（かねいわ まさお、1911年2月 - 1984年12月23日）は、日本の歴史学者、東京教育大学名誉教授。専門は西洋中世史。

## 来歴
静岡県庵原郡興津町生まれ。静岡県立静岡中学校に学ぶ。旧制静岡高等学校を経て、1941年、京都帝国大学文学部卒業。旧制静岡高等学校で教えた後、東京教育大学助教授。1958年、同教授。1962年、「中世歴史意識のリアリズム」で京都大学より文学博士の学位を取得、1975年、定年退官、名誉教授。1984年、勲三等瑞宝章受勲。

## 著書

### 単著
- 『西洋中世の世界 京大西洋史3』創元社、1949
- 『封建社会 新書西洋史』創元社、1955
- 『西洋中世の歴史家 その理想主義と写実主義』東海大学出版会、1964、東海大学文明研究所シリーズ
- 『封建制社会』講談社現代新書〈新書西洋史 3〉、1973
- 『ヨーロッパの暗黒時代 人とその歴史的映像』河出書房新社、1976
- 『ルネサンスとしての中世 ラテン中世の歴史と言語』筑摩書房、1992.7

### 翻訳
- ヨハン・ホイジンガ『中世の秋』里見元一郎[注釈 1]共訳、創文社、1958
- ジェフリー・バラクロウ『転換期の歴史』前川貞次郎共訳、社会思想社、1964
- 『ホイジンガ選集 3 歴史を描くこころ』河出書房新社、1971、新版1990。
- 『ホイジンガ選集 6』（全6巻）河出書房新社、1972、新版1991。角川文庫 上下、1976、別版1984
- 『歴史十巻 フランク王国 1・2 トゥールのグレゴリウス』台幸夫共訳註、東海大学出版会「東海大学古典叢書」、1975-77

### 共編著
- 『西洋史の諸問題』尚樹啓太郎共著、東海大学出版会、1965
- 『世界史事典』山崎宏共編、評論社、1970
- 『ヨーロッパにおける人間観の研究』未来社、1982

（古田光、藤田健治、木田献一、屋形禎亮、澤柳大五郎、廣川洋一、中野幸次、秀村欣二、兼岩正夫、清水富雄、裾分一弘、下村寅太郎、西沢龍生、永井博による共編著）

### 記念論集
- 『ヨーロッパ精神史の基本問題』下村寅太郎先生退官記念論文集、岩波書店、1966

（澤柳大五郎、関根正雄、村治能就、浅野順一、中野幸次、秀村欣二、兼岩正夫、清水富雄、渡辺金一、下村寅太郎、西沢龍生、藤田健治、永井博による共編著）